# Geronogyps reliquus
Geronogyps reliquus — викопний вид хижих птахів родини катартових (Cathartidae), що існував в пізньому плейстоцені в Південній Америці. Викопні рештки птаха знайдено в Аргентині (провінція Ентре-Ріос) і Перу (регіон П'юра).